# Club Deportivo Eibar
Club Deportivo Eibar (en euskera Eibarko Klub Deportiboa) es un asociación que celebra eventos deportivos y culturales de la ciudad guipuzcoana de Éibar en el país Vasco en España.

## Historia
Se fundó el 30 de enero de 1924, su primer presidente fue José Lascurain. Ese día presidió la Junta de apertura, Cándido Arrizabalaga, alias Aputxino, quien se le considera el primer ciclista español de la historia en ganar una prueba ciclista. En febrero de 2013 cuenta con de 2550 socios.
Se realizó una filmación, en el 50 aniversario de la fundación del club, dirigida por Emilio Aiastui en 1974.

## Comisiones
Cuenta con las siguientes comisiones deportivas y culturales:

### Fotografía
En 1953 el club homenajeó al fotógrafo Indalecio Ojanguren, creando unos premios a su nombre.
En mayo organiza el Mayo Fotográfico con exposiciones, cursos y charlas sobre fotografía, en la que han participado diversos Premios Nacionales de Fotografía.
En octubre de 2009 recibió el Premio Nacional de la mano de la Confederación Española de Fotografía, en la categoría de sociedades fotográficas.

### Atletismo
En septiembre la subida pedestre Simón Aldazabal con salida en la calle Toribio Etxeberria, al par del local del club, pasando por el barrio de Azitain hasta las campas de Arrate. Lleva celebrándose desde 1995. En diciembre se suele celebrar el Cross Memorial Bolumburu en las campas de Arrate. Comenzó su andadura en 1956. Odei Jainaga, campeón de España en lanzamiento de jabalina se formó en el club. Cabe destacar la figura de Inma Urkiola, atleta y entrenadora pionera, por sus manos han pasado todos los atletas del pueblo, en más de 30 años desviviendose por el atletismo local.

### Ciclismo
Uno de los organizadores de la Euskal Bizikleta junto al Club Ciclista Eibarrés (enlace roto disponible en Internet Archive; véase el historial, la primera versión y la última)..

### Montaña
El deportista más importante de esta sección es el campeón del mundo de escalada Patxi Usobiaga.

### Ajedrez
Organiza todos los años un torneo de partidas rápidas en memoria de Jose Mari Kruzeta.

### Kezka Dantza Taldea
Grupo Danzas vascas.

### Cultura
Organiza todos los años la Euskal Jaia

### Comunicación
Era la responsable de la publicación de la revista Kezka y en la actualidad se responsabiliza de impulsar la web del Club Deportivo Eibar y de mantener el archivo histórico y biblioteca del Club